# 瓜里努斯
瓜里努斯是巴西戈亚斯州的一个市镇。总面积595.865平方公里，总人口2203人，人口密度3.7人/平方公里。